# مايك غونزاليس
مايك غونزاليس (بالإنجليزية: Michael Gonzalez)‏ هو لاعب كرة قاعدة أمريكي، ولد في 23 مايو 1978 في كوربوس كريستي في الولايات المتحدة.

## وصلات خارجية
- مايك غونزاليس على موقع دوري كرة القاعدة الرئيسي (الإنجليزية)
- مايك غونزاليس على موقعبيزبول رفرنس.كوم (الدوري الرئيسي) (الإنجليزية)
- مايك غونزاليس على موقعبيزبول رفرنس.كوم (الدوري الثانوي) (الإنجليزية)
- مايك غونزاليس على موقع إي إس بي إن.كوم (أم.أل.بي) (الإنجليزية)
- مايك غونزاليس على موقع مشجعي الرسوم البيانية (الإنجليزية)